# Selena Royle
Selena Royle (New York, 6 novembre 1904 – Guadalajara, 23 aprile 1983) è stata un'attrice statunitense.

## Biografia
Newyorkese di nascita, Selena Royle era figlia del drammaturgo Edwin Milton Royle e dell'attrice Selena Fetter. Malgrado l'opposizione dei genitori, intraprese la carriera di attrice e il suo primo ruolo da professionista fu proprio in un lavoro del padre, Lancelot and Elaine, in cui interpretò il personaggio di Ginevra. Si affermò definitivamente come star di Broadway grazie alla pièce Peer Gynt, messa in scena nel 1923 al Theatre Guild, in cui recitò accanto a Joseph Schildkraut. Durante gli anni trenta, la Royle recitò anche in show radiofonici quali Hilda Hope, M.D. e Kate Hopkins, e fece il suo debutto cinematografico nel 1932 con il film Misleading Lady, che però fu la sua unica esperienza del decennio sul grande schermo.
Il ritorno definitivo al cinema avvenne nella prima metà degli anni quaranta, ad iniziare dall'apparizione nel ruolo di se stessa nel film La taverna delle stelle (1943), alla quale seguirono numerosi ruoli di madri di famiglia e di distinte e amabili signore, come Mrs. Alleta Sullivan in La famiglia Sullivan (1943), Miss Bliss in Le ragazze di Harvey (1946), Kate Porter in Notte e dì (1946), Isabelle d'Arc, madre della pulzella di Orleans (Ingrid Bergman), in Giovanna d'Arco (1948), il giudice Florence Prentiss in Gioventù spavalda (1949), Elizabeth Almond in L'ereditiera (1949).
Dopo essere apparsa in una delle prime serie antologiche televisive, Your Show Time (1949), la Royle recitò nel ruolo di Mrs. Lavery in Il marchio di sangue (1950), di Mrs. Dolly Copeland in Alcool (1951), e di Mrs. Dobbs nel drammatico Ho amato un fuorilegge (1951), ultimo film interpretato da John Garfield. La sua carriera subì però una brusca battuta d'arresto, quando l'attrice si rifiutò di testimoniare in merito alle sue presunte simpatie comuniste avanti la Commissione per le attività antiamericane. 
Come altri artisti che rifiutarono compromessi durante la caccia alle streghe e finirono sulla "lista nera", la Royle faticò a ottenere nuove scritture. Con il nome di Selena Royale, recitò nel 1953 in un B movie di fantascienza a basso budget, Robot Monster, mentre due anni dopo apparve per l'ultima volta sul grande schermo nel film Murder Is My Beat (1955). Durante il decennio riuscì a lavorare sporadicamente per la televisione, comparendo in alcune serie quali Gruen Guild Playhouse (1952), Così gira il mondo (1956), e Ethel Barrymore Theater (1956), che fu la sua ultima apparizione sulle scene.

## Vita privata
Dopo il primo matrimonio con l'attore Earle Larrimore (dal 1932 al 1942), la Royle si risposò nel 1948 con l'attore francese Georges Renavent. L'unione durerà fino alla morte di lui, avvenuta nel 1969.
L'attrice morì il 23 aprile 1983, all'età di 78 anni, a Guadalajara (Messico), dove viveva dagli anni cinquanta con il secondo marito.

## Filmografia

### Cinema
- The Misleading Lady, regia di Stuart Walker (1932)
- La taverna delle stelle (Stage Door Canteen), regia di Frank Borzage (1943)
- La famiglia Sullivan (The Sullivans), regia di Lloyd Bacon (1944)
- La signora Parkington (Mrs. Parkington), regia di Tay Garnett (1944)
- Missione segreta (Thirty Seconds Over Tokyo), regia di Mervyn LeRoy (1944)
- This Man's Navy, regia di William A. Wellman (1945)
- Main Street After Dark, regia di Edward L. Cahn (1945)
- Le ragazze di Harvey (The Harvey Girls), regia di George Sidney (1946)
- Anni verdi (The Green Years), regia di Victor Saville (1946)
- Notte e dì (Night and Day), regia di Michael Curtiz (1946)
- Anime ferite (Till the End of Time), regia di Edward Dmytryk (1946)
- Il coraggio di Lassie (Courage of Lassie), regia di Fred M. Wilcox (1946)
- Ultimo orizzonte (Gallant Journey), regia di William A. Wellman (1946)
- Licenza d'amore (No Leave, No Love), regia di Charles Martin (1946)
- La cavalcata del terrore (The Romance of Rosy Ridge), regia di Roy Rowland (1947)
- Il giudice Timberlane (Cass Timberlane), regia di George Sidney (1947)
- You Were Meant for Me, regia di Lloyd Bacon (1948)
- Summer Holiday, regia di Rouben Mamoulian (1948)
- Smart Woman, regia di Edward A. Blatt (1948)
- Così sono le donne (A Date with Judy), regia di Richard Thorpe (1948)
- La luna sorge (Moonrise), regia di Frank Borzage (1948)
- Giovanna d'Arco (Joan of Arc), regia di Victor Fleming (1948)
- Gioventù spavalda (Bad Boy), regia di Kurt Neumann (1949)
- Musica per i tuoi sogni (My Dream Is Yours), regia di Michael Curtiz (1949)
- Sono tua (You're My Everything), regia di Walter Lang (1949)
- L'ereditiera (The Heiress), regia di William Wyler (1949)
- I dannati non piangono (The Damned Don't Cry), regia di Vincent Sherman (1950)
- La sbornia di David (The Big Hangover), regia di Norman Krasna (1950)
- Il marchio di sangue (Branded), regia di Rudolph Maté (1950)
- Ho amato un fuorilegge (He Ran All the Way), regia di John Berry (1951)
- Alcool (Come Fill the Cup), regia di Gordon Douglas (1951)
- Robot Monster, regia di Phil Tucker (1953)
- Murder Is My Beat, regia di Edgar G. Ulmer (1955)

### Televisione
- Your Show Time - serie TV, 3 episodi (1949)
- The Web - serie TV, 1 episodio (1950)
- Gruen Guild Playhouse - serie TV, 1 episodio (1952)
- I Lift Up My Lamp, regia di Albert McCleery (1952) – film TV
- The Good Samaritan (1954) – film TV
- Crown Theatre with Gloria Swanson - serie TV, 1 episodio (1954)
- Così gira il mondo (As the World Turns) - serie TV, 1 episodio (1956-1959)
- Ethel Barrymore Theater - serie TV, 1 episodio (1956)

## Doppiatrici italiane
- Lia Orlandini ne La signora Parkington, Le ragazze di Harvey, Anni verdi, La cavalcata del terrore, Così sono le donne
- Giovanna Scotto in Giovanna D'Arco, L'ereditiera, Ho amato un fuorilegge
- Lola Braccini in Notte e dì
- Laura Carli ne La sbornia di David
- Gabriella Genta nel ridoppiaggio de La famiglia Sullivan